# On Days Like These
On Days Like These è un singolo registrato dal cantante inglese Matt Monro, con musiche di Quincy Jones e testi di Don Black. 
È stato registrato nel 1969 per il film britannico Un colpo all'italiana, dove è stato utilizzato come canzone nell'intro del film. La registrazione è stata prodotta da George Martin. In seguito è stato registrato da Alexander Armstrong nel suo album A Year of Songs nel 2015.
La canzone è stata certificata con il disco d'argento dalla British Phonographic Industry.